# Houéville
Houéville é uma comuna francesa na região administrativa de Grande Leste, no departamento de Vosges. Estende-se por uma área de 3,21 km². Em 2010 a comuna tinha 49 habitantes (densidade: 15,3 hab./km²).